# Waikabubak
Waikabubak – miasto w Indonezji na wyspie Sumba w prowincji Małe Wyspy Sundajskie Wschodnie; ośrodek administracyjny kabupatenu Sumba Barat; 33 tys. mieszkańców (2018).